# Gang Olsena nigdy się nie poddaje
Gang Olsena nigdy się nie poddaje (dun. Olsen-Banden overgiver sig aldrig) – duński film z 1979 roku, należący do popularnej serii filmowej, będący bezpośrednią kontynuacją filmu Gang Olsena idzie na wojnę z 1978 roku.

## Treść
Egon poznaje w więzieniu maklera - Hallandsena i pod jego okiem przechodzi kurs zarządzania. Po wyjściu, wraz z kolegami - na zlecenie Bank-Johansena kradnie zestawienia finansowe firmy Daninvest, których opublikowanie wywołuje skandal i spadek wartości akcji. W zamian otrzymuje większość udziałów domu towarowego Magasin du Nord, jednak z powodu przekrętu traci firmę. Tymczasem duńskie spółki potajemnie włączone zostają w skład „ESMC”. Aby odzyskać swoją własność gang udaje się do Brukseli, gdzie okrada skarbiec w podziemiach siedziby Komisji Europejskiej.

## Główne role
- Ove Sprogøe - Egon Olsen
- Morten Grunwald - Benny Frandsen
- Poul Bundgaard - Kjeld Jensen
- Kirsten Walther - Yvonne Jensen
- Jes Holtsø - Børge Jensen
- Axel Strøbye - detektyw Jensen
- Ole Ernst - policjant Holm
- Peter Steen - Hallandsen
- Ove Verner - Hansen Bøffen
- Buster Larsen - ochroniarz w EF